# ニュースペーパーオブレコード
ニュースペーパーオブレコード (Newspaperofrecord) はアイルランド生産、アメリカ合衆国調教の競走馬である。主な勝ち鞍は2018年のブリーダーズカップ・ジュヴェナイルフィリーズターフ(G1)、2020年のジャストアゲームステークス。

## 戦績
2016年3月1日にアイルランドで誕生。2017年10月のタタソールズ1歳馬セールに上場され、Klaravich Stables, Inc.名義の馬主セス・クラーマンがエージェントを介して20万ギニー(約27万8000ドル)で購入した。
米国東海岸の名門チャド・ブラウン厩舎から2018年8月にデビュー戦を迎え、2着の6馬身3/4差をつける圧勝で初勝利を挙げた。2戦目のミスグリヨステークスでも6馬身半差の圧勝で2連勝を飾る。3戦目のブリーダーズカップ・ジュヴェナイルフィリーズターフでもスタートから先手を奪うと最後の直線で更にリードを広げ、2着に6馬身3/4差の圧勝で無傷の3連勝でのGI制覇を達成した。この勝利を受けて、ブラウン師は2019年のロイヤルアスコット開催への遠征プランを明かした。
3歳初戦には2019年5月3日のエッジウッドステークスが選ばれた、1.2倍の断然人気に推されたが、3馬身3/4差の2着に敗れて初の敗北を経験する。この敗戦を受けて、陣営は計画していたロイヤルアスコット開催のコロネーションステークスへの遠征を断念した。その後は米国内で続戦したが、ワンダーアゲインステークスでも2着に敗れると、続くベルモントオークス招待ステークスでは9着と大敗を喫した。その後は休養に入った。
4歳初戦となった2020年6月6日のインターコンチネンタルステークス（G3）では好スタートから道中軽快に逃げると直線でさらに後続を突き放して圧勝。続く6月27日のジャストアゲームステークスでも先手を奪い逃げると後方から追い込んできたビューリコールを3馬身突き放してG1レース2勝目をマークした。秋に入り、ディスタフターフマイルステークス（G2）では1番人気に推されるもビューリコールに返り討ちされて2着に敗れる。10月3日のファーストレディステークスではユニの3着に終わり、このレースを最後に現役を引退し繁殖牝馬となった。

### 競走成績
以下の内容は、Racing Postの情報に基づく。
| 出走日     | 競馬場             | 競走名                           | 格 | 距離   | 着順 | 騎手            | 着差      | 1着（2着）馬      |
| ---------- | ------------------ | -------------------------------- | -- | ------ | ---- | --------------- | --------- | ----------------- |
| 2018.08.19 | サラトガ           | 未勝利                           |    | 芝8.5f | 1着  | I.オルティスJr. | 6馬身3/4  | （Sister Kitten） |
| 0000.09.30 | ベルモントパーク   | ミスグリヨステークス             | G2 | 芝8.5f | 1着  | I.オルティスJr. | 6馬身1/2  | （Varenka）       |
| 0000.11.02 | チャーチルダウンズ | BCジュヴェナイルフィリーズターフ | G1 | 芝8f   | 1着  | I.オルティスJr. | 6馬身3/4  | （East）          |
| 2019.05.03 | チャーチルダウンズ | エッジウッドステークス           | G3 | 芝8.5f | 2着  | I.オルティスJr. | 3馬身3/4  | Concrete Rose     |
| 0000.06.06 | ベルモントパーク   | ワンダーアゲインステークス       | G3 | 芝9f   | 2着  | I.オルティスJr. | 1馬身1/4  | Cambier Parc      |
| 0000.07.06 | ベルモントパーク   | ベルモントオークス招待ステークス | G1 | 芝10f  | 9着  | I.オルティスJr. | 13馬身1/2 | Concrete Rose     |

- 競走成績は2019年7月6日時点

## 血統表
| ニュースペーパーオブレコードの血統 | ニュースペーパーオブレコードの血統                                                                    | ニュースペーパーオブレコードの血統                                                                    | （血統表の出典）                                                                                      | （血統表の出典） |
| 父系                               | ストームキャット系                                                                                    | ストームキャット系                                                                                    | ストームキャット系                                                                                    | [ § 2 ]          |
| 父 Lope de Vega 2007 栗毛          | 父の父Shamardal 2002 鹿毛                                                                             | Giant's Causeway                                                                                      | Storm Cat                                                                                             | Storm Cat        |
| 父 Lope de Vega 2007 栗毛          | 父の父Shamardal 2002 鹿毛                                                                             | Giant's Causeway                                                                                      | Mariah's Storm                                                                                        |                  |
| 父 Lope de Vega 2007 栗毛          | 父の父Shamardal 2002 鹿毛                                                                             | Helsinki                                                                                              | Machiavellian                                                                                         | Machiavellian    |
| 父 Lope de Vega 2007 栗毛          | 父の父Shamardal 2002 鹿毛                                                                             | Helsinki                                                                                              | Helen Street                                                                                          |                  |
| 父 Lope de Vega 2007 栗毛          | 父の母Lady Vettori 1997 鹿毛                                                                          | Vettori                                                                                               | Machiavellian                                                                                         | Machiavellian    |
| 父 Lope de Vega 2007 栗毛          | 父の母Lady Vettori 1997 鹿毛                                                                          | Vettori                                                                                               | Air Distingue                                                                                         |                  |
| 父 Lope de Vega 2007 栗毛          | 父の母Lady Vettori 1997 鹿毛                                                                          | Lady Golconda                                                                                         | Kendor                                                                                                | Kendor           |
| 父 Lope de Vega 2007 栗毛          | 父の母Lady Vettori 1997 鹿毛                                                                          | Lady Golconda                                                                                         | Lady Sharp                                                                                            |                  |
| 母 Sunday Times 2009 鹿毛          | 母の父Holy Roman Emperor 2004 鹿毛                                                                    | *デインヒル                                                                                           | Danzig                                                                                                | Danzig           |
| 母 Sunday Times 2009 鹿毛          | 母の父Holy Roman Emperor 2004 鹿毛                                                                    | *デインヒル                                                                                           | Razyana                                                                                               |                  |
| 母 Sunday Times 2009 鹿毛          | 母の父Holy Roman Emperor 2004 鹿毛                                                                    | L'On Vite                                                                                             | Secretariat                                                                                           | Secretariat      |
| 母 Sunday Times 2009 鹿毛          | 母の父Holy Roman Emperor 2004 鹿毛                                                                    | L'On Vite                                                                                             | Fanfreluche                                                                                           |                  |
| 母 Sunday Times 2009 鹿毛          | 母の母Forever Times 1998 鹿毛                                                                         | So Factual                                                                                            | Known Fact                                                                                            | Known Fact       |
| 母 Sunday Times 2009 鹿毛          | 母の母Forever Times 1998 鹿毛                                                                         | So Factual                                                                                            | Sookera                                                                                               |                  |
| 母 Sunday Times 2009 鹿毛          | 母の母Forever Times 1998 鹿毛                                                                         | Simply Times                                                                                          | Dodge                                                                                                 | Dodge            |
| 母 Sunday Times 2009 鹿毛          | 母の母Forever Times 1998 鹿毛                                                                         | Simply Times                                                                                          | Nesian's Burn                                                                                         |                  |
| 母系(F-No.)                        | 9号族(FN:9-g)                                                                                         | 9号族(FN:9-g)                                                                                         | 9号族(FN:9-g)                                                                                         | [ § 3 ]          |
| 5代内の近親交配                    | Machiavellian4×4=12.50%、Mr. Prospector5×5＝9.38%、Coup de Folie5×5＝6.25%、Northern Dancer5×5＝6.25% | Machiavellian4×4=12.50%、Mr. Prospector5×5＝9.38%、Coup de Folie5×5＝6.25%、Northern Dancer5×5＝6.25% | Machiavellian4×4=12.50%、Mr. Prospector5×5＝9.38%、Coup de Folie5×5＝6.25%、Northern Dancer5×5＝6.25% | [ § 4 ]          |
| 出典                               | 1. 2. 3. 4.                                                                                           | 1. 2. 3. 4.                                                                                           | 1. 2. 3. 4.                                                                                           | 1. 2. 3. 4.      |

- 母サンデータイムズ（Sunday Times）は2012年の英G3セプターステークスの勝ち馬で、同年の英G1チェヴァリーパークステークスで2着に入っている[3]。
- 近親に2018年の愛ダービーを制したラトローブ（Latrobe）がいる[3]。